# Nymphalis
Genre
Synonymes
- Scudderia Grote, 1873
- Euvanessa Scudder, 1889
- Roddia Korshunov, 1995
- Antiopana Korb, 2005

Nymphalis est un genre holarctique de lépidoptères (papillons) de la famille des Nymphalidae, de la sous-famille des Nymphalinae et de la tribu des Nymphalini.
Plusieurs de ses espèces comptent parmi celles appelées Vanesses et Tortues en français.

## Systématique et phylogénie
Le genre Nymphalis a été décrit par le naturaliste polonais Jan Krzysztof Kluk en 1780.
L'espèce type pour le genre est Nymphalis polychloros.
Dans sa définition actuelle, le genre comporte six espèces (voir la liste ci-dessous).
Certains auteurs utilisent cependant une version ancienne et beaucoup plus large du genre Nymphalis, dans lequel ils incluent les nombreuses espèces qui forment désormais les genres Aglais, Polygonia et Kaniska.
Les six espèces de la définition actuelle du genre Nymphalis sont parfois placées dans différents sous-genres, peu usités :
- Nymphalis Kluk, 1780, comprenant N. californica, N. polychloros et N. xanthomelas ;
- Euvanessa Scudder, 1889, comprenant N. antiopa et N. cyanomelas ;
- Roddia Korshunov, 1995, comprenant N. vaualbum.

La phylogénie de Nymphalis et des genres proches a été étudiée grâce à des critères morphologiques et moléculaires, montrant notamment que Nymphalis est le groupe frère du regroupement des genres Polygonia et Kaniska.

## Liste des espèces
- Nymphalis antiopa (Linnaeus, 1758) — le Morio — Eurasie et Amérique du Nord
- Nymphalis californica (Boisduval, 1852) — Ouest de l'Amérique du Nord
- Nymphalis cyanomelas (Doubleday, [1848]) — du Mexique au Salvador
- Nymphalis polychloros (Linnaeus, 1758) — la Grande tortue ou Vanesse de l'orme — de l'Europe à l'Asie centrale ; Afrique du Nord
- Nymphalis vaualbum ([Denis & Schiffermüller], 1775) (= Nymphalis l-album (Esper, 1781)) — la Vanesse du peuplier ou Tortue faux-gamma — de l'Europe de l'Est au Japon par l'Asie tempérée ; Nord de l'Amérique du Nord
- Nymphalis xanthomelas (Esper, 1781) — la Vanesse du saule ou Tortue à pattes jaunes — Europe de l'Est et Asie

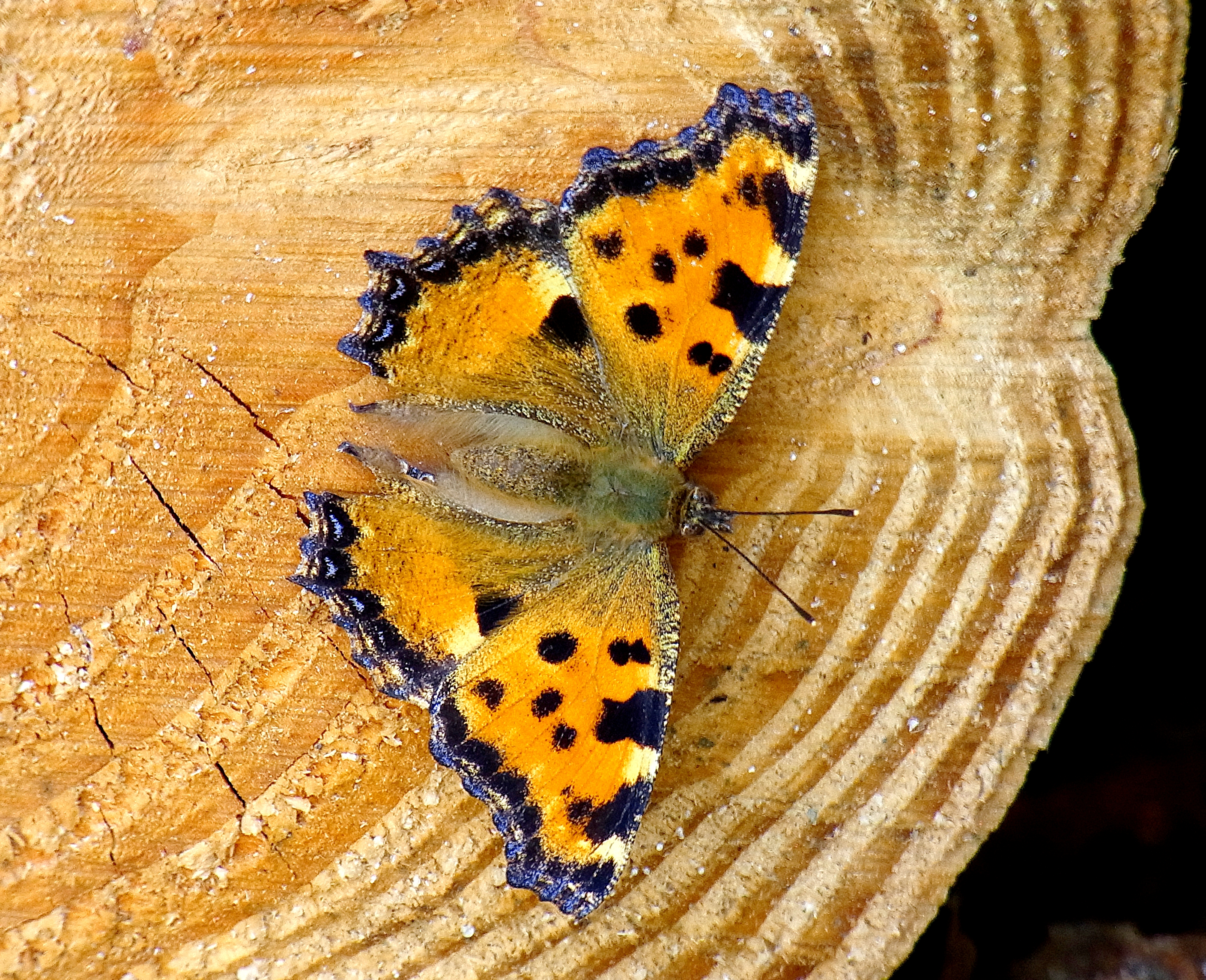
Nymphalis polychloros
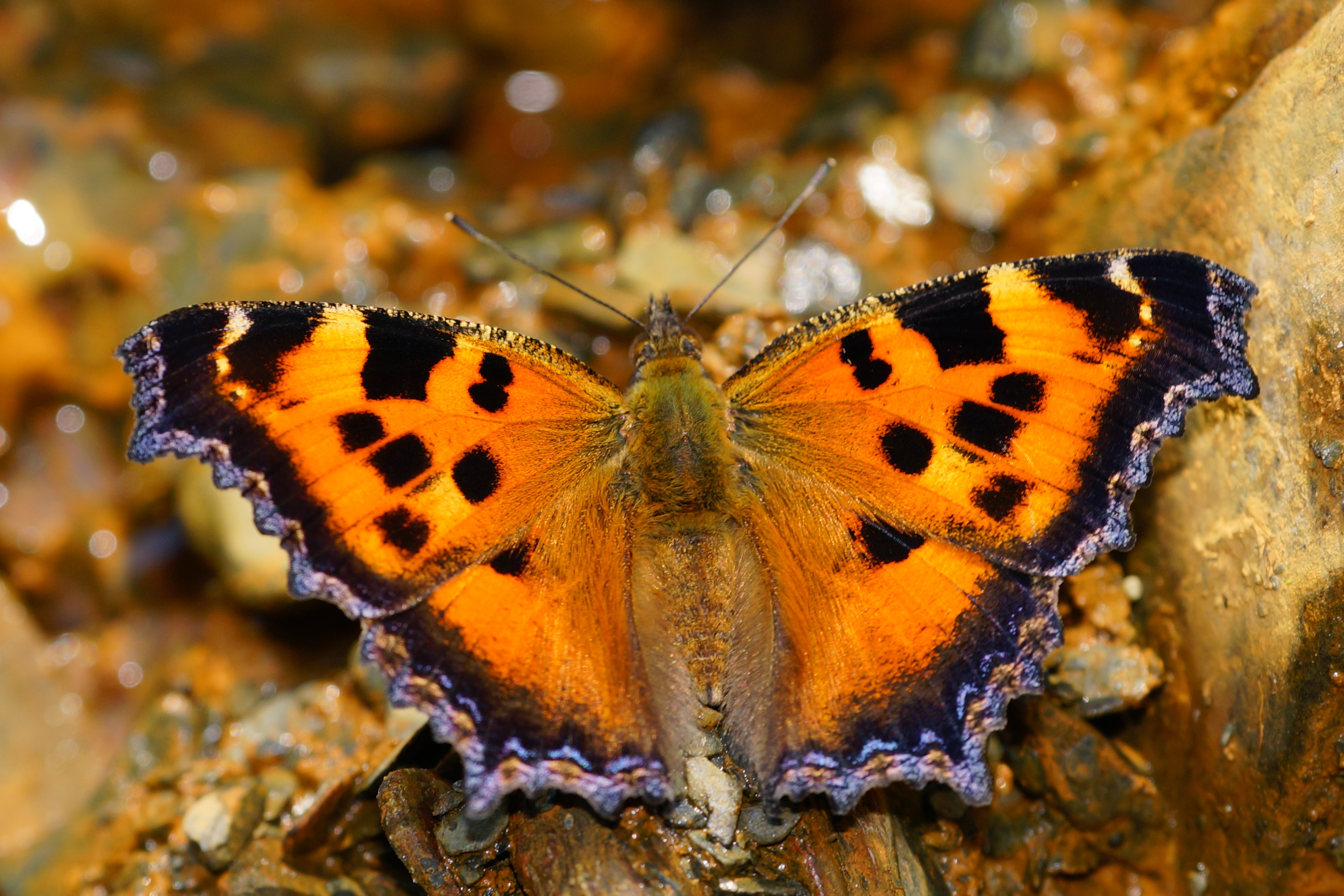
Nymphalis xanthomelas
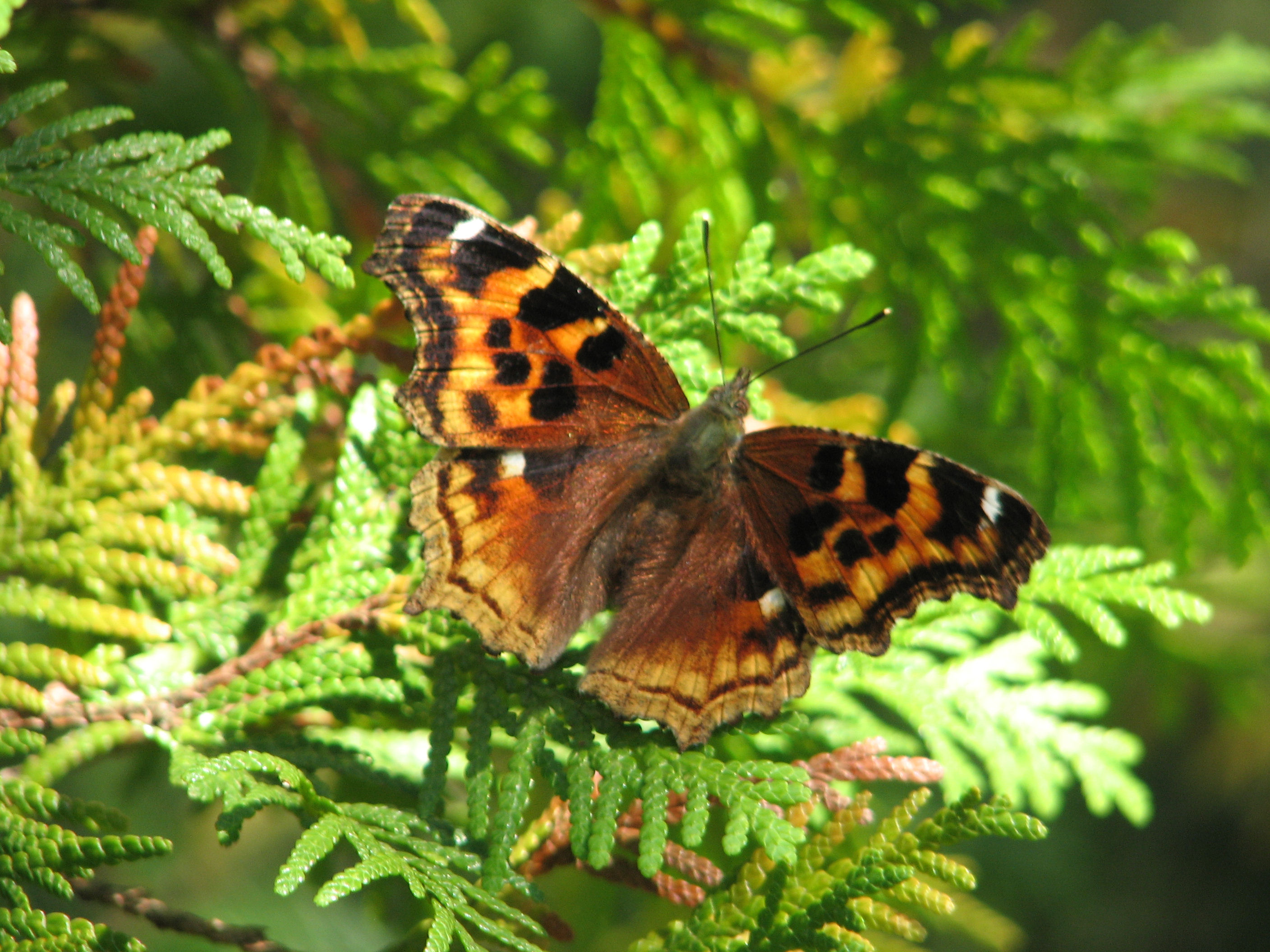
Nymphalis vaualbum
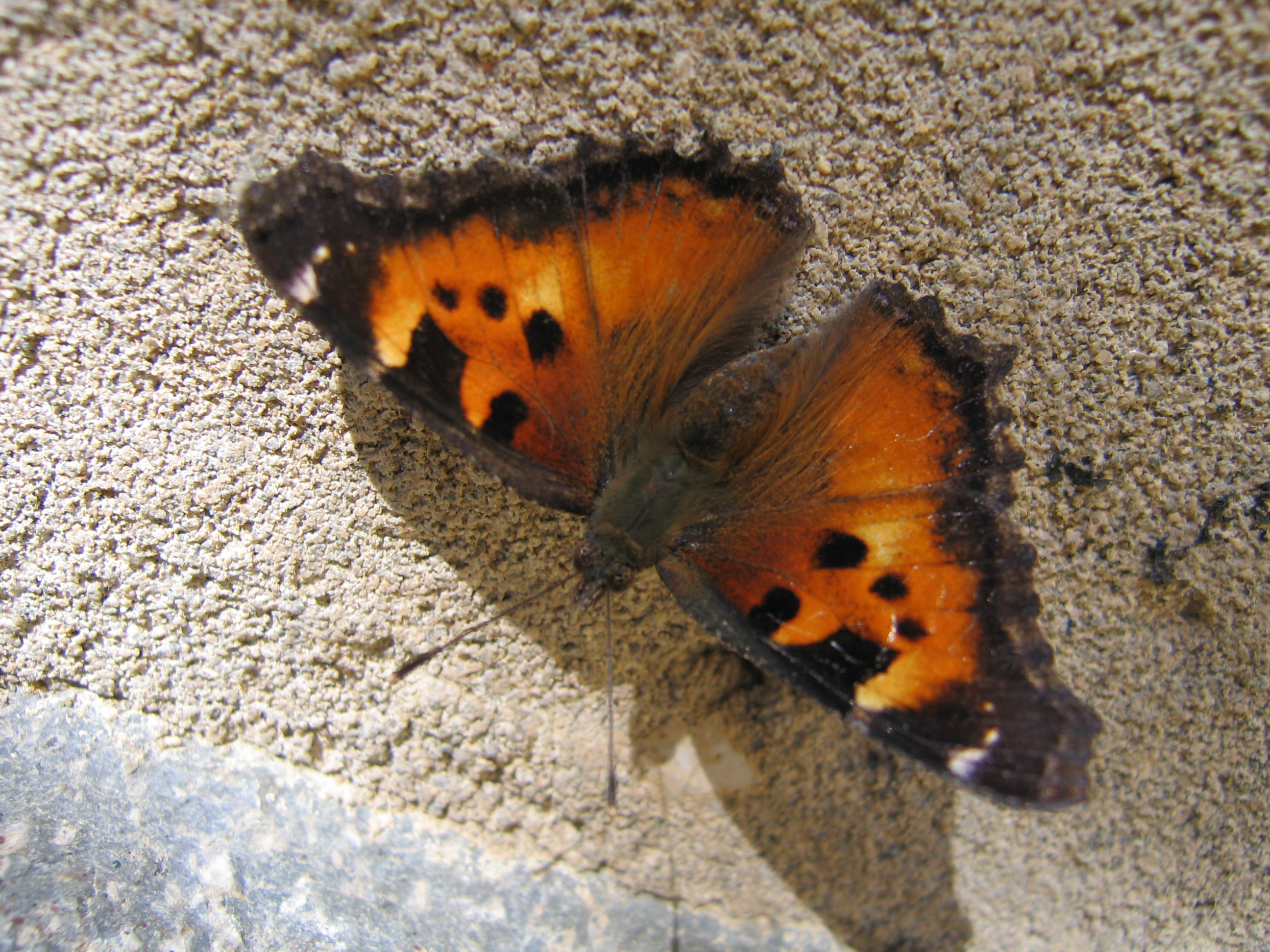
Nymphalis californica
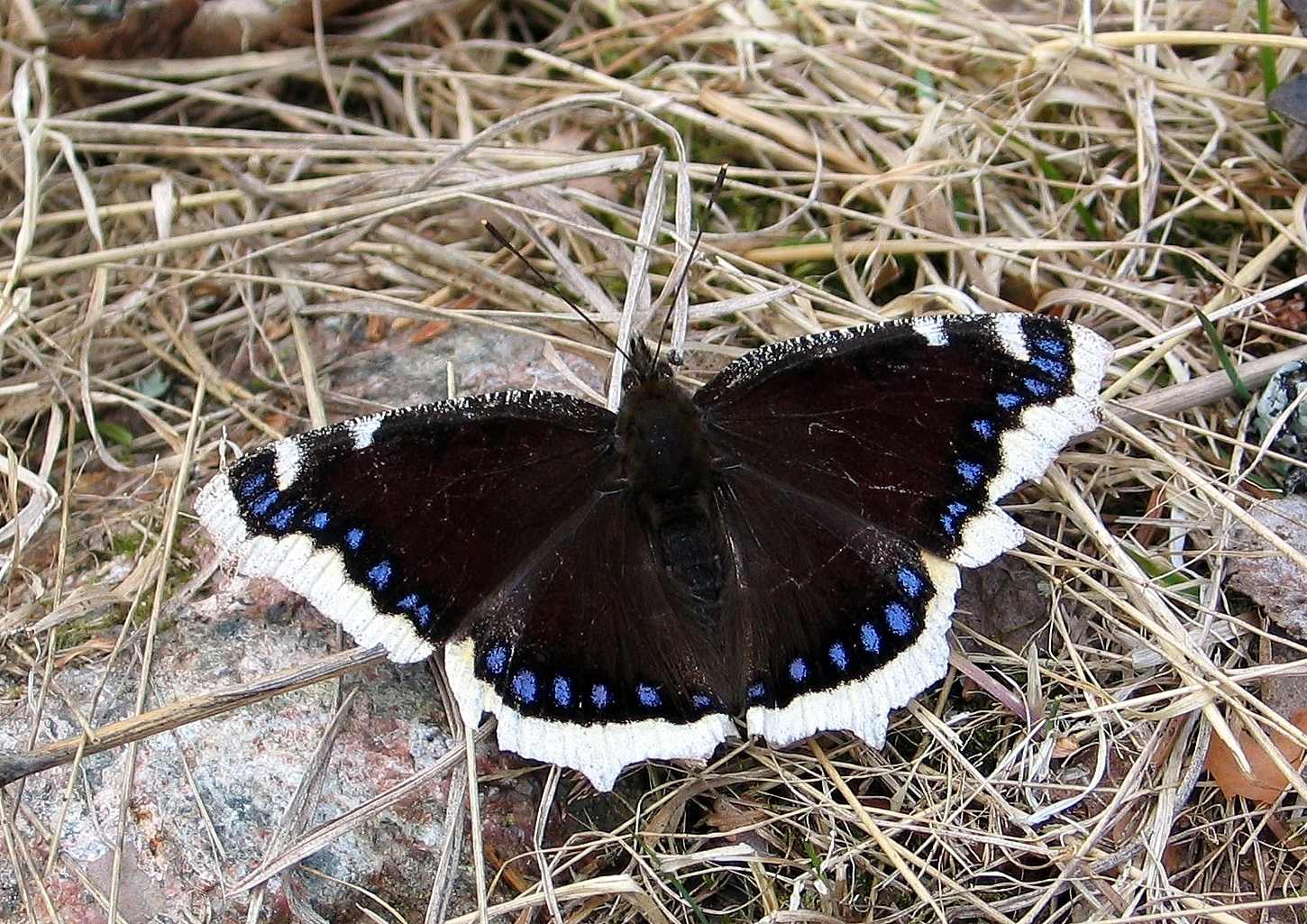
Nymphalis antiopa

## Description
Les imagos du genre Nymphalis sont des papillons de taille moyenne à grande.
Chez la plupart des espèces, l'ornementation de la face supérieure est formée d'un fond fauve orné de taches noires, jaunâtres et blanchâtres, et bordé de brun.
Deux espèces (N. antiopa et N. cyanomelas) ont au contraire une face supérieure noirâtre.
La face inférieure est brune.

## Répartition géographique
Le genre Nymphalis a une distribution holarctique. Quatre de ses espèces sont présentes en Eurasie, une en Afrique du Nord et quatre en Amérique du Nord.